# Marie-Claire Zimmermann
Marie-Claire Zimmermann (Brest, 22 de septiembre de 1937) es una filóloga francesa.

## Trayectoria
Por motivos familiares, pasó mucho tiempo de su infancia en la Alta Cerdaña, donde aprendió catalán, a pesar de que su padre se lo prohibió. Estudió filología hispánica en la universidad de la Sorbona, donde en 1961 consiguió graduarse en español y fue profesora de 1963 a 1970. En 1969, investigó sobre el teatro del siglo XIX en el Archivo General de la Corona de Aragón (ACA) de Barcelona.
En 1967 se casó con el historiador Michel Zimmermann y, de 1971 a 1974, vivieron en Barcelona. Estando en Cataluña, estudió la obra del poeta español Ausiàs March en la Biblioteca de Cataluña, y se convirtió en una de las especialistas en literatura del siglo XIV. También estudió la obra de los escritores españoles Pere Gimferrer y Salvador Espriu. Aparte de su faceta como investigadora, tradujo al francés algunas obras del poeta y político chileno Pablo Neruda.
En 1991, Zimmermann ocupó la primera cátedra de Lengua y Literatura catalanas de la Universidad de París IV París Sorbonne y, en 1992, fue designada directora del Centro de Études Catalanes de la Sorbona. Desde 1997, es miembro correspondiente del Instituto de Estudios Catalanes (IEC).

## Reconocimientos
Zimmermann fue distinguida con varios reconocimientos a lo largo de su carrera. Entre estos destacan el Premio Catalònia otorgado por el Instituto de Estudios Catalanes en 1993, el Premio Crítica Serra d'Or en 1998, así como el XII Premio Ramon Llull en 1999. Además, en 2000 fue distinguida con la Cruz de Sant Jordi, una distinción anual que otorga la Generalidad de Cataluña a aquellas personas y entidades sociales que «por sus méritos, hayan prestado servicios destacados a Cataluña en el plano cívico y cultural».
En 2020, Zimmermann fue incluida dentro del proyecto Mujeres Investigadoras en los Archivos Estatales (1900-1970) para la descripción archivística y creación de un micrositio específico en el Portal de Archivos Españoles (PARES), desarrollado entre 2020-2023. Este proyecto ha sido impulsado por la Subdirección General de Archivos Estatales, con el objetivo visibilizar la labor de investigación realizada en España por las mujeres en el intervalo 1900-1970 partiendo de los registros documentales que se conservan en los Archivos de Gestión de los AAEE del Ministerio de Cultura (el Archivo Histórico Nacional, el Archivo de la Corona de Aragón, el Archivo General de Simancas, el Archivo General de Indias, el Archivo de la Real Chancillería de Valladolid, el Archivo General de la Administración y el Centro de Información Documental de Archivos).

## Obras
- 1970 – Poesías españolas contemporáneas.
- 1998 – Ausiàs March o l'emergència del jo. Premio Crítica Serra d'Or de Literatura y Ensayo en 1999.